# May Morris
Mary Morris, detta May (Bexley, 25 marzo 1862 – Kelmscott, 17 ottobre 1938), è stata un'artigiana, insegnante e attivista socialista britannica.
Particolarmente nota per la sua attività di ricamatrice, May ebbe un ruolo importante nel recupero di tecniche tradizionali di cucito all'interno del movimento Arts and Crafts britannico di cui il padre, William Morris, era uno dei principali promotori. Il movimento, dalla portata sia artistica che sociale, si proponeva di contrastare le tendenze più negative dell'industrializzazione, come la standardizzazione nella produzione e il degrado di ambiente e società, recuperando tecniche artigianali per la produzione di tessuti, arredamento, ceramiche.

## Biografia
May Morris nacque il 25 marzo 1862 a Red House, nella cittadina inglese di Bexleyheath da William Morris, autore, poeta, attivista socialista, designer di tessuti e artista di spicco nel panorama britannico, e Jane Burden, apprezzata modella inglese che incarnò l'ideale di bellezza dei preraffaelliti.
May apprese l'arte del ricamo dalla madre e dalla zia Elizabeth, sorella di Jane. Nel 1881 si iscrisse al Royal College of Art per dedicarsi allo studio approfondito degli insegnamenti materni. Anche il padre ebbe una forte influenza nella sua attività lavorativa e nelle sue scelte di vita;   condivise con lui l'interesse per il socialismo, e si iscrisse alla Socialist League, un movimento rivoluzionario di ideologie socialiste. Nel 1888, a soli 23 anni, May divenne direttrice della sezione dedicata al ricamo dell'azienda paterna. Tale compagnia, la Morris & Co, si occupava principalmente di tessuti da arredamento, arazzi ricamati e stoffe dipinte finemente.

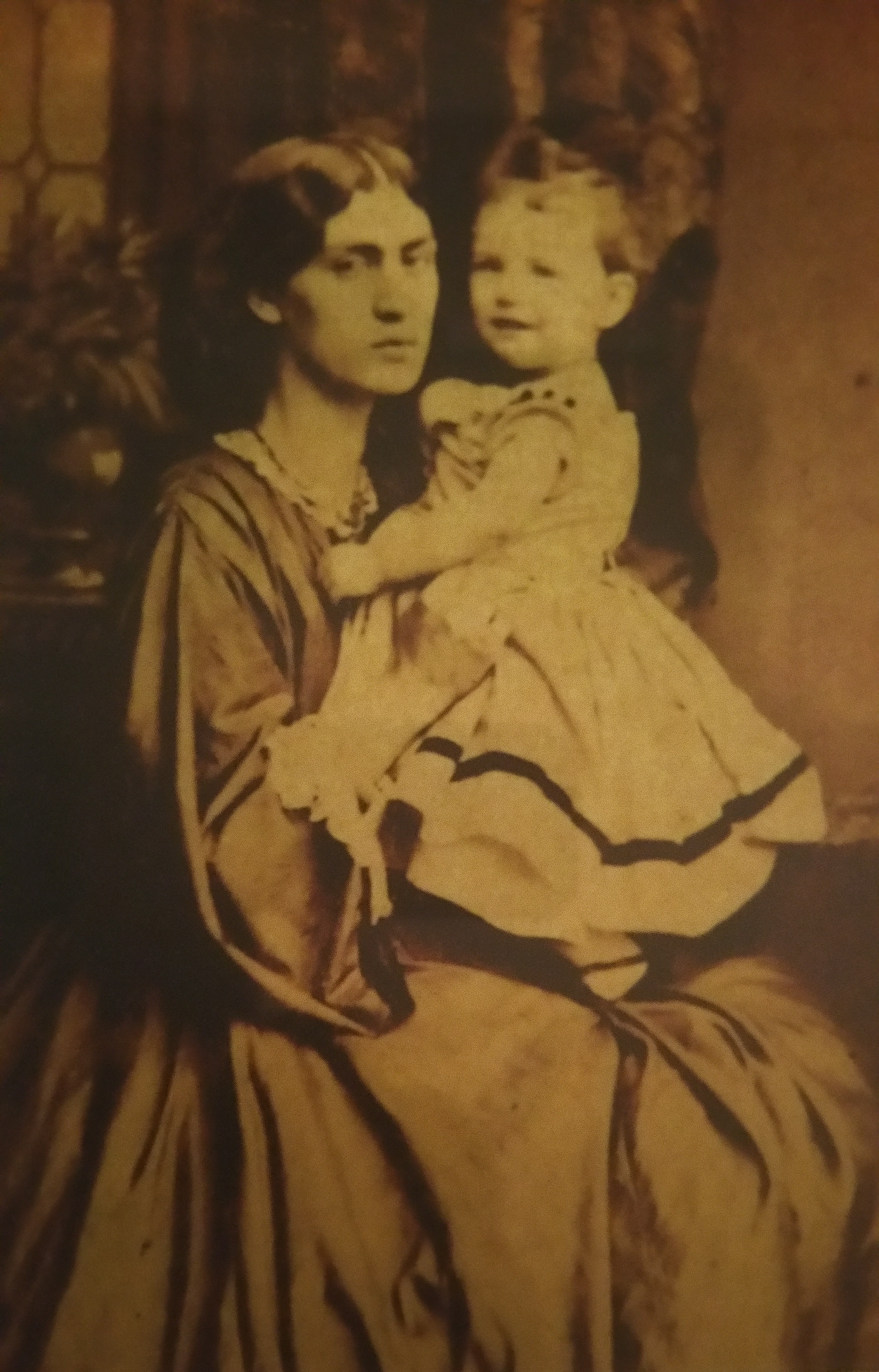
Una piccola May tra le braccia della madre Jane Burden

Nel 1886 May si innamorò di Henry Halliday Sparkling (1860–1924), l'allora segretario della Socialist League. Prima del matrimonio, venne costretta ad una vita frugale e spartana presso il maniero di Kelmscott, sovvenzionata da solo qualche scellino la settimana, in una sorta di prova generale di quella che sarebbe stata la convivenza con il futuro marito, ancora senza un impiego fisso.
(Lettera da Jane Burden Morris a Rosalind Howard, Agosto 1888)
Nonostante le preoccupazioni della madre circa il genero, May sposò Sparkling il 14 giugno 1890 a Fulham. Nel 1898, il matrimonio si sciolse a seguito di un tradimento di May: la passione mai svanita per il suo ex amante George Bernard Shaw, drammaturgo di successo, portò gli Sparkling al divorzio e, la stessa May alla decisione di tornare ad utilizzare il cognome da nubile. Altro amore di Morris fu John Quinn, noto avvocato e mecenate americano; dal 1910 al 1917, i due amanti intrattennero un intenso rapporto epistolare.

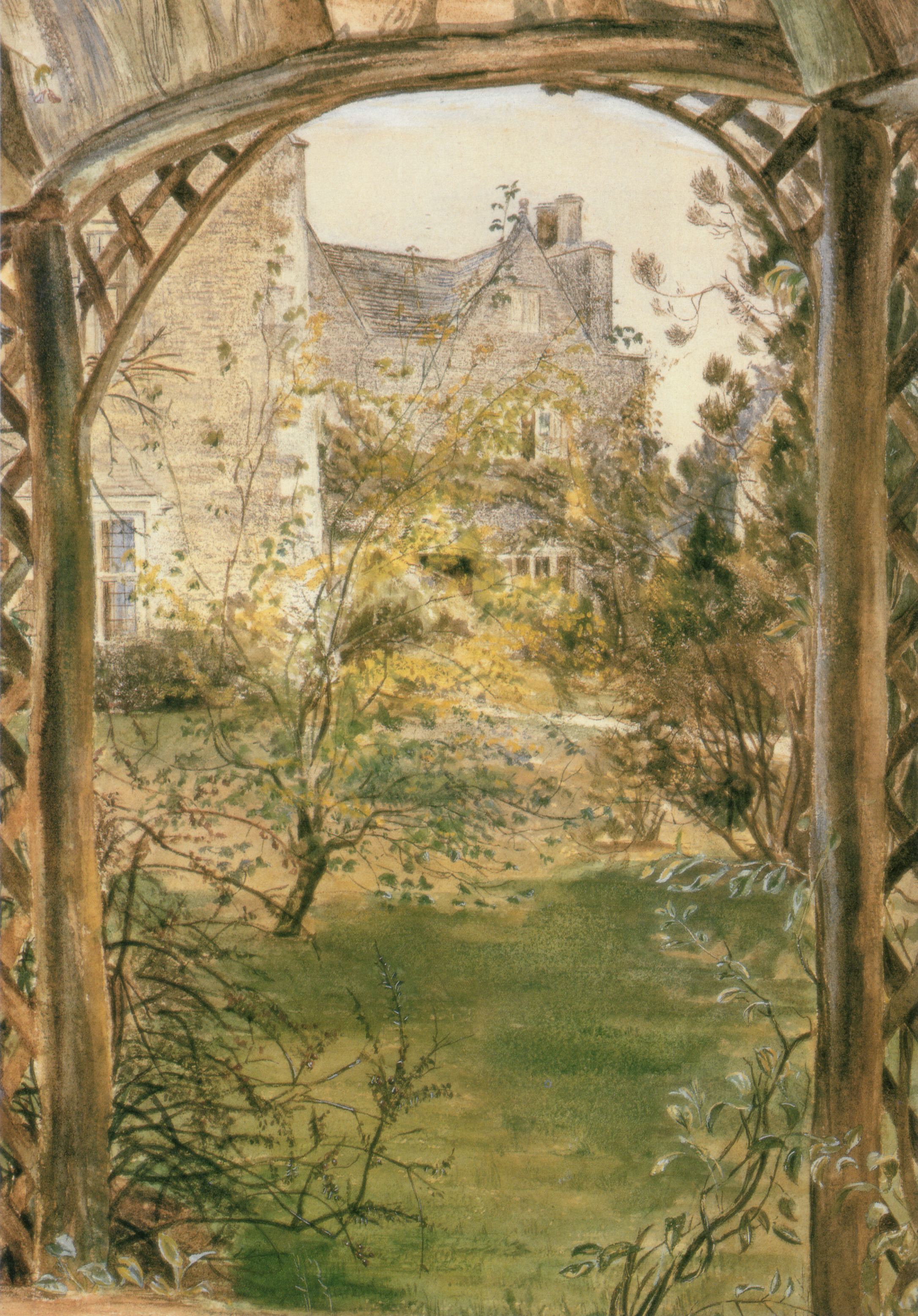
Maniero di Kelmscott in un dipinto di May Morris

Nel 1907, con la ricamatrice Mary Elizabeth Turner fondò la Women’s Guild of Arts, di cui ricoprì la carica di presidentessa fino al 1935. La decisione delle due artiste di creare un sodalizio completamente al femminile, fu dettata dal divieto di ammissione delle artiste donne del movimento Arts and Crafts all'associazione Art Workers' Guild.
Tra il 1910 e il 1915, redasse e pubblicò con la casa editrice Longmans, Green & Co, ventiquattro volumi di raccolta delle opere paterne.
A seguito della morte della madre avvenuta nel 1914, May Morris passò molto tempo presso il maniero di Kelmscott, nel West Oxfordshire. Qui il suo aiuto fu fondamentale per la creazione di un'associazione locale di sostegno femminile durante la Prima Guerra Mondiale. Ampliò la villa con la costruzione di due cottage in memoria della madre scomparsa e, nel 1934, commissionò la realizzazione di un nuovo municipio intitolato al padre per commemorarne il centenario della nascita. Entrambi i progetti furono realizzati dall'architetto Ernest Gimson.

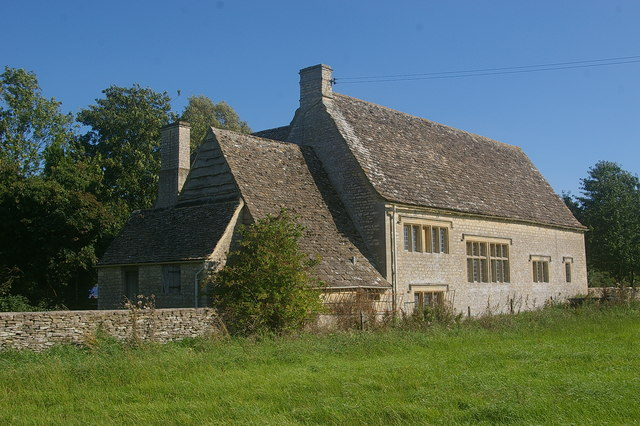
Municipio memoriale di Kelmscott, in onore di William Morris

Sempre in onore del padre fece edificare due case sulle colline del Cotswolds nello stile preferito dal genitore.
Dal 1917 fino alla sua scomparsa, May trascorse le proprie giornate a Kelmscott in compagnia di Mary Lobb, una volontaria del WLA (Women's Land Army), associazione femminile attiva durante le due Guerre Mondiali che permetteva alle donne di sostituire la manodopera agricola maschile, chiamata alle armi.
May Morris si spense il 16 ottobre 1938 a seguito di un'influenza.

## Ricamo
May Morris ebbe un forte impatto sul panorama artistico dell'epoca, specialmente nell'ambito del ricamo e del design di tessuti pregiati, nonostante fosse frequentemente messa in ombra dalla figura paterna. William Morris era infatti una delle più autorevoli personalità del movimento britannico Arts and Crafts: a lui è attribuita la rinascita del ricamo astratto. Questa forma d'arte valorizzava le cuciture a mano e le delicate sfumature create in fili di seta, incoraggiando i ricamatori ad esprimersi liberamente, in forte contrasto con i coloratissimi lavori cosiddetti Berlin wool work, molto in voga nel XIX secolo, che consistevano in decorazioni eseguite su una tela aida prestampata con un disegno colorato da rispettare durante il ricamo.

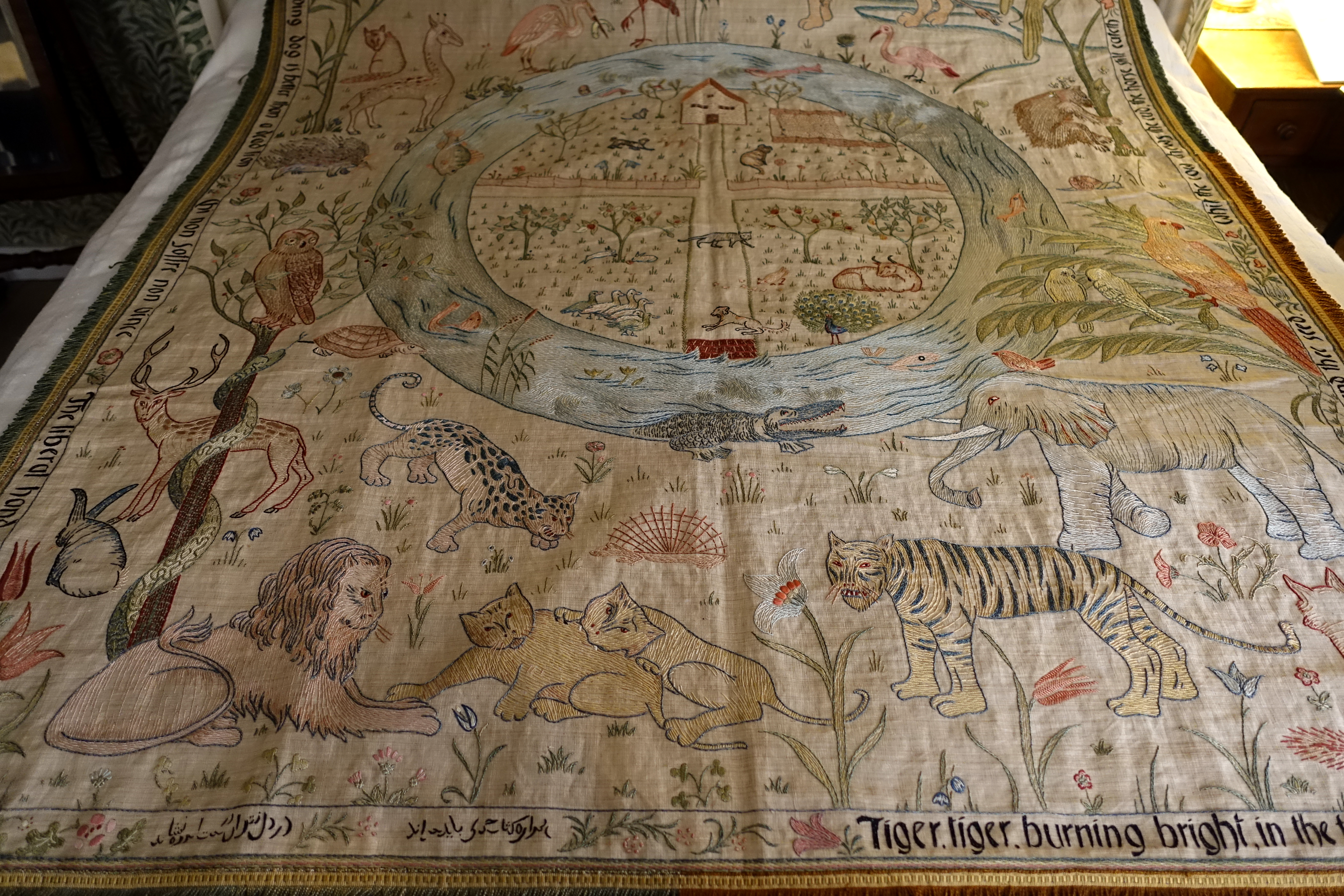
Copriletto disegnato da May Morris e ricamato dalla madre nel 1900, raffigurante la poesia "The Tyger", dell'autore inglese William Blake

May Morris era anche attiva presso la Scuola Reale di Arte del Ricamo (Royal School of Art Needlework, oggi conosciuta come Royal School of Needlework, Scuola Reale di Ricamo) di Londra, fondata come ente di beneficenza nel 1872 sotto il patronato della Principessa Elena di Sassonia-Coburgo-Gotha per preservare e sviluppare l'arte del ricamo attraverso degli apprendistati strutturati. La scuola apri originariamente nel 1872, con sede presso alcune aule in Sloane Street; annoverava tra i dipendenti uno staff al femminile composto da venti ricamatrici esperte supervisionate da Lady Welby e Mrs Dolby, considerate autorità nel lavoro ecclesiastico. Questa scuola si differenziava dal corso erogato negli istituti statali femminili di design in quanto non si occupava solo dell'aspetto teorico ma, per la prima volta, introduceva nelle lezioni una parte pratica. La RSAN crebbe velocemente e nel 1875 si trasferì in un terzo locale, strategicamente posizionato in Exhibition Road, non lontano dal South Kensington Museum: le collezioni di antichi ricami presenti all'interno del museo vennero trattate come materiale di studio, così da comprendere, reinventare e innovare i lavori più datati.
Dell'équipe di docenti della RSAN faceva parte inoltre Elizabeth Burden, zia materna di May e insegnante a capo della sezione pratica del corso.
May Morris insegnò anche presso la LCC Central School of Art di Londra dal 1897, e nel 1899 venne promossa a capo della sezione dedicata al ricamo. Ricoprì tale posizione fino al 1905, anno in cui terminò la carriera di docente; continuò comunque a seguire i suoi studenti e a collaborare con gli istituti presso cui prestò servizio fino al 1910. Insegnò anche nelle scuole d'arte di Birmingham, Leicester e Hammersmith.
Dal 1916 moltissime scuole d'arte iniziarono ad includere nei propri curricula il ricamo: tra le docenti di questa disciplina, sempre più richieste, vi erano anche le sorelle Ellen M. Wright e Fanny I. Wright, precedentemente operaie presso il reparto di ricamo della Morris & Co. e formate professionalmente proprio da May Morris.

## Gioielleria
Morris si dilettava anche nel design e nella realizzazione di gioielli; iniziò tale attività attorno al 1900. Molte delle sue creazioni traevano ispirazione dalle idee e dai disegni dell'illustratore Arthur Joseph Gaskin e di sua moglie Georgie. L'artista era solita lavorare il metallo prezioso impreziosendolo con pietre sgargianti, lavorate e levigate (più di frequente in taglio cabochon) che venivano incastonate nel gioiello seguendo disegni precisi e dalla grazia floreale. Alcune delle creazioni sono tuttora conservate tra le collezioni del Victoria and Albert Museum di Londra.

## Pubblicazioni
- Decorative Needlework, London: Joseph Hughes & Co., 1893.
- Edizione e introduzione di Collected Works of William Morris, 24 volumi, London: Longmans, Green, 1910-1915.
- “Coptic Textiles” in Architectural Review 5 (1899), 274-287.
- “Chain Stitch Embroidery” in Century Guild Hobby Horse 3 (1888), 25-29.
- “Line Embroidery” in Art Workers’ Quarterly 1:4 (Ottobre 1902), 117-121.
- “Opus Anglicanum - The Syon Cope” in Burlington Magazine 6 (Ottobre 1904 - Marzo 1905), 278-285.
- “Opus Anglicanum II - The Ascoli Cope” in Burlington Magazine 6 (Ottobre 1904 - Marzo 1905), 440-448.
- “Opus Anglicanum III - The Pienza Cope” in Burlington Magazine 7 (Aprile - Settembre 1905), 54-65.
- “Opus Anglicanum at the Burlington Fine Arts Club” in Burlington Magazine 7 (Aprile - Settembre 1905), 302-309.
- “William Morris” in Times Literary Supplement. 905 (22 maggio 1919), 280.
- “William Morris” in Times Literary Supplement. 1685 (17 maggio 1934).